# Wolves at the Gate
Wolves at the Gate (с англ. — «Волки у ворот») — американская группа, играющая в жанре христианский метал, основанная в городе Сидарвилл, штат Огайо. Начавшая свою творческую деятельность в 2008 году, в настоящий момент группа выпускается на лейбле Solid State Records, на котором у них вышло четыре релиза: We Are the Ones (2011), Back to School (2013), Reprise (2015), и Dawn (2020), пять полноценных альбомов: Captors (2012), VxV (2014), Types & Shadows (2016), Eclipse (2019), Eulogies (2022), и три рождественских сингла за все время существования.

## История
Группа была основана в 2008 году в городе Сидарвилл, штат Огайо.
В 2009 году вышел дебютный демо-альбом группы под названием Prisoner of War. Ни одна из песен с этого альбома не была переиздана в будущем, все они доступны только на YouTube и страничке группы на ReverbNation. Сразу после выхода дебютного альбома барабанщик Райан Коннелли покинул группу.
В 2010 года группа записала и выпустила релиз We Are the Ones. После ухода Райана Коннелли все барабанные партии были записаны Стивом Кобуччи. Альбом записывался в квартире инженера Тайлера Смита (англ. Tyler Smith), находящейся на задворках похоронного бюро. После подписания контракта с Solid State Records в сентябре 2011 года группа перевыпустила этот релиз с новым дизайном обложки, двумя бонусными треками и экслюзивным изданием на физическом носителе для Hot Topic. Это событие состоялось 15 ноября того же года.
Дебютный студийный альбом группы Captors был выпущен 3 июля 2012 года на лейбле Solid State. В чарте Billboard, вышедшем 21 июля 2012 года, Captors занял 7 место среди Христианских альбомов и 17 место в топе Хард-рок альбомов.
Следующий альбом группы VxV (произносится: «five by five») вышел 10 июня 2014 года. 24 апреля 2014 года группа выпустила песню «Dust to Dust». 12 мая 2015 года вышел третий релиз группы, состоящий из аккустических версий песен с предыдущих альбомов. Третий альбом группы Types & Shadows был выпущен 4 ноября 2016 года.
Выход четвёртого альбома Eclipse, запланированный на 26 июля 2019 года, был анонсирован 24 апреля 2019 года. Одновременно с этим на новых фотографиях группы появился новый участник, Джоуи Эларкон, вошедший в состав группы в качестве гитариста. 26 апреля 2019 года группа выпустила свой первый сингл под названием «The Cure». Выход второго синла «A Voice in the Violence» состоялся 16 мая 2019 года. Премьера третьего сингла прошла в журнале Revolver 13 июля 2019 года.
4 сентября 2020 года группа заявила о запланированном на 9 октября 2020 года выходе четвёртого релиза Dawn, состоящего из аккустических версий песен с альбома Eclipse. В тот же день вышел первый сингл с аккустической версией «A Voice in the Violence», а 25 сенрября 2020 года был опуюликован сингл «Counterfeit».
9 марта 2021 года стало известно, что Тим Ламбезис работает над новым сторонним проектом совместно с гитаристом группы Джоуи Эларконом. Ламбезис совместно с Эларконом и Стивом Кобуччи ранее являлся сопродюсером Eclipse
16 апреля 2021 года группа выпустила новый сингл «Stop The Bleeding»,, за которым 15 октября 2021 года последовал сингл «Shadows». После выхода серии синглов, «Deadweight», «Lights & Fire», и «Peace that Starts the War», 11 матрта 2022 года Wolves at the Gate выпустили альбом Eulogies
18 ноября 2022 года группа выпустила рождественский мини-альбом Lowborn, содержавший две рождественские песни, выпущенные десятилетием ранее, а также три новые композиции, также опубликованные на сингле в 2021 году.
9 июня 2023 года Wolves At The Gate выпустили кавер на песню «Heathens» группы Twenty One Pilots. «Мы очень уважаем то твоерчество, которое Тайлер Йозеф (англ. Tyler Joseph) и Джош Дун (англ. Josh Dun) вкладывают в свою музыку.» — опубликовала группа на своей странице в Instagram — «Что у них получается особенно хорошо — так это выражать в своей музыке темные и мрачные настроения, при этом не теряя запоминаемости и мелодичности. Динамика песни оставила нам поле, в котором мы смогли оставить свой отпечаток. Кроме того, тексты были пропитаны очень близкими нам настроениями, которые можно было различать и рассматривать на разных уровнях.» 7 июля 2023 года группа выпустила еще один кавер, на этот раз на песню «Attack» группы Thirty Seconds to Mars. После выхода кавера на «Pardon Me» группы Incubus Wolves At The Gate анонсировали выход кавер-альбома Lost in Translation, состоявшийся 22 сентября 2023 года. В новый альбом попали каверы на «Heathens» и «Attack», а также каверы на песни Билли Айлиш, Джона Беллиона (англ. Jon Bellion), Jimmy Eat World, Linkin Park, Muse, Foo Fighters и Deftones.
17 апреля 2024 года группа поделилась новостями о том, что они заняты записью с поддержкой Джоша Гилберта (англ. Josh Gilbert).

## Участники группы
Текущие

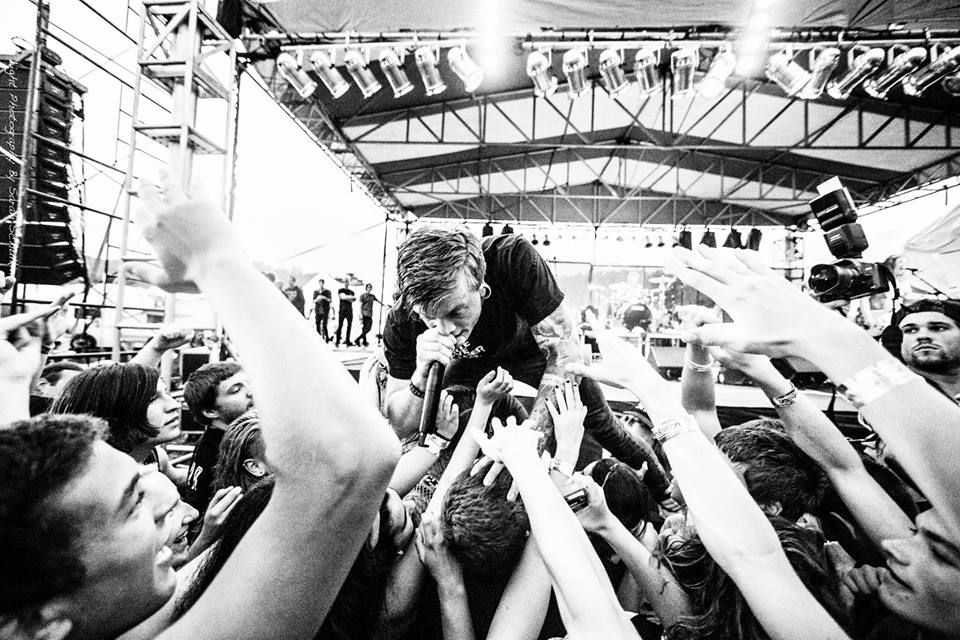
Wolves at the Gate в 2013 году

- Стив Кобуччи – ритм-гитара, вокал (2008–н.в.), соло-гитара (2012–2019)
- Бен Саммерс – бас-гитара, бэк-вокал (2008–н.в.)
- Ник Дэтти – вокал, клавишные (2012–н.в.)
- Эбишай Коллингворд – барабаны (2015–н.в.)
- Джоуи Аларкон – соло-гитара (2019–н.в.)

Бывшие
- Райан Коннелли – барабаны (2008)
- Колин Джонс – экстрим-вокал (2008–2011)
- Дейв Нестер – барабаны (2008–2012)
- Джереми Стекель – соло-гитара (2008–2012)
- Бен Миллхауз (Decyfer Down) – барабаны (2012–2013)
- Дилан Бекстер – барабаны (2013–2015)

Временная шкала

## Дискография

### Студийные альбомы
| Название        | Информация об альбоме                                                                         | Пиковая позиция в черте | Пиковая позиция в черте | Пиковая позиция в черте | Пиковая позиция в черте | Пиковая позиция в черте |
| Название        | Информация об альбоме                                                                         | US                      | US Christ               | US Rock                 | US Hard                 | US Indie                |
| --------------- | --------------------------------------------------------------------------------------------- | ----------------------- | ----------------------- | ----------------------- | ----------------------- | ----------------------- |
| Captors         | - Дата выхода: 3 июля 2012 года - Лейбл: Solid State - Форматы: CD, digital download          | —                       | 7                       | —                       | 17                      | —                       |
| VxV             | - Дата выхода: 10 июня 2014 года - Лейбл: Solid State - Форматы: CD, винил, digital download  | 134                     | 6                       | 41                      | 13                      | 25                      |
| Types & Shadows | - Дата выхода: 4 ноября 2016 года - Лейбл: Solid State - Форматы: CD, винил, digital download | —                       | 8                       | 24                      | 8                       | 12                      |
| Eclipse         | - Дата выхода: 26 июля 2019 года - Лейбл: Solid State - Форматы: CD, винил, digital download  | —                       | 4                       | —                       | 23                      | 10                      |
| Eulogies        | - Дата выхода: 11 марта 2022 года - Лейбл: Solid State - Форматы: CD, винил, digital download | —                       | —                       | —                       | —                       | —                       |

### Независимые мини-альбомы
| Год  | Альбом                          | Лейбл       |
| ---- | ------------------------------- | ----------- |
| 2009 | Prisoner of War (демо)          | Independent |
| 2010 | Pulled from the Deep (демо)     | Independent |
| 2011 | We Are the Ones (не опубликова) | Independent |

### Студийные мини-альбомы
| Год  | Название        | Лейбл               |
| ---- | --------------- | ------------------- |
| 2011 | We Are the Ones | Solid State Records |
| 2013 | Back to School  | Solid State Records |
| 2015 | Reprise         | Solid State Records |
| 2020 | Dawn            | Solid State Records |
| 2022 | Lowborn         | Solid State Records |

### Другие релизы
| Название            | Информация о релизе                                                                           | Пиковая позиция в чарте | Пиковая позиция в чарте | Пиковая позиция в чарте | Пиковая позиция в чарте | Пиковая позиция в чарте |
| Название            | Информация о релизе                                                                           | US                      | US Christ               | US Rock                 | US Hard                 | US Indie                |
| ------------------- | --------------------------------------------------------------------------------------------- | ----------------------- | ----------------------- | ----------------------- | ----------------------- | ----------------------- |
| Lost in Translation | - Дата выхода: September 22, 2023 - Лейбл: Solid State - Форматы: CD, винил, digital download | —                       | —                       | —                       | —                       | —                       |

### Синглы
| Год  | Песня                                   | Лейбл               | Альбом                 |
| ---- | --------------------------------------- | ------------------- | ---------------------- |
| 2012 | "The King"                              | Solid State Records | не относился к альбому |
| 2012 | "Dead Man"                              | Solid State Records | Captors                |
| 2014 | "The Bird and the Snake"                | Solid State Records | VxV                    |
| 2014 | "Dust to Dust"                          | Solid State Records | VxV                    |
| 2016 | "Flickering Flame"                      | Solid State Records | Types & Shadows        |
| 2016 | "Asleep"                                | Solid State Records | Types & Shadows        |
| 2016 | "War in the Time of Peace"              | Solid State Records | Types & Shadows        |
| 2019 | "The Cure"                              | Solid State Records | Eclipse                |
| 2019 | "A Voice in the Violence"               | Solid State Records | Eclipse                |
| 2019 | "Drifter"                               | Solid State Records | Eclipse                |
| 2019 | "Counterfeit"                           | Solid State Records | Eclipse                |
| 2021 | "Stop the Bleeding"                     | Solid State Records | Eulogies               |
| 2021 | "Lowborn"                               | Solid State Records | Lowborn EP             |
| 2021 | "Shadows"                               | Solid State Records | Eulogies               |
| 2022 | "Lights & Fire"                         | Solid State Records | Eulogies               |
| 2022 | "Peace That Starts The War"             | Solid State Records | Eulogies               |
| 2022 | "Deadweight"                            | Solid State Records | Eulogies               |
| 2022 | "Dark, Cold Night"                      | Solid State Records | Lowborn EP             |
| 2023 | "Heathens" (Twenty One Pilots cover)    | Solid State Records | Lost in Translation    |
| 2023 | "Attack" (Thirty Seconds to Mars cover) | Solid State Records | Lost in Translation    |
| 2023 | "Pardon Me" (Incubus cover)             | Solid State Records | Lost in Translation    |
| 2023 | "Stupid Deep" (Jon Bellion cover)       | Solid State Records | Lost in Translation    |

## Внешние ссылки
- Wolves at the Gate (англ.) на сайте AllMusic
- Wolves at the Gate на сайте Discogs
- HM Magazine story